# Gătaia
Gătaia (en alemany: Gattaja; en hongarès: Gátalja; en serbi: Гатаја / Gataja) és una ciutat del comtat de Timiș, al Banat, a l'oest de Romania. Es troba al riu Bârzava al número 52 km (32 mi) de Timișoara i 47 a 29 km de Reșița.
Administra cinc pobles: Butin (Temesbökény), Percosova (Berkeszfalu), Sculia (Szigetfalu), Șemlacu Mare (Mezősomlyó) i Șemlacu Mic (Vársomlyó). Declarada ciutat el 2004, també va administrar altres quatre pobles fins aquell moment, quan es van separar per formar la Comuna Birda.
Segons el cens del 2011, el 78,1% dels habitants eren romanesos, l'11,6% hongaresos, l'1% alemanys, el 0,6% gitanos i el 8,4% d'altres.
Regiotrans opera els serveis de tren a Buziaș i Jamu Mare. És la ciutat bressol d'Adalbert Deșu, un davanter de futbol romanès, que va jugar la Copa Mundial de la FIFA de 1930 amb la selecció nacional de futbol romanesa.